# Земљина кора
Земљина кора је танка љуска на површини планете Земље која представља мање од 1% њене укупне запремине. Заједно са горњим делом омотача гради литосферу која је са своје стране подељена на тектонске плоче чије кретање омогућава да топлота из унутрашњости Земље отиче у свемир.
Кора лежи на омотачу, што представља стабилну конфигурацију јер је омотач сачињен од перидотита и према томе има значајно већу густину од коре. Граница између коре и омотача се по договору смешта у Мохоровичићев дисконтинуитет који је дефинисан изразитом променом у брзини простирања сеизмичких таласа.
Температура коре се повећава са дубином достижући вредности које се типично крећу од око 100 °C па све до 600 °C на граници са омотачем. Температура расте и до 30 °C за сваки километар дубине, локално у горњим деловима коре.

## Састав
Разликујемо два типа Земљине коре:
1. Океански: дебљине од 5 km (3 mi) до 10 km (6 mi)[4] који се састоји првенствено од гушћих, више мафичких стена, као што су базалт, дијабаз и габро.
2. Континентални: дебљине од 30 km (20 mi) до 50 km (30 mi) који се углавном састоји од ређих, више фелзичних стена, као што је гранит.

Просечна дебљина коре је од око 15 km (9 mi) до 20 km (12 mi).
Пошто и континентална и океанска кора имају мању густину од плашта испод њих, оба типа коре „плутају” на мантлу. Површина континенталне коре је знатно виша од површине океанске коре, због веће силе потиска код дебље, континенталне коре мање густине (пример изостазе). Услед тога, континенти формирају узвишење окружено дубоким океанским басенима.
Континентална кора у просеку има састав сличан андезиту, иако он није уједначен, при чему горња кора у просеку има више фелзичног састава сличног оном код дацита, док доња има више мафични састав који подсећа на базалт. Најзаступљенији минерали у Земљиној континенталној кори су фелдспати, који чине око 41% коре по тежини, затим кварц са 12% и пироксени са 11%.
| Најзаступљенији елементи Земљине коре | Приближан тежински % | Оксид      | Приближан % оксида по тежини |
| ------------------------------------- | -------------------- | ---------- | ---------------------------- |
| O                                     | 46,6                 |            |                              |
| Si                                    | 27,7                 | SiO2       | 60,6                         |
| Al                                    | 8,1                  | Al2O3      | 15,9                         |
| Fe                                    | 5,0                  | Fe као FeO | 6,7                          |
| Ca                                    | 3,7                  | CaO        | 6,4                          |
| Na                                    | 2,7                  | Na2O       | 3,1                          |
| K                                     | 2,6                  | K2O        | 1,8                          |
| Mg                                    | 1,5                  | MgO        | 4,7                          |
| Ti                                    | 0,44                 | TiO2       | 0,7                          |
| P                                     | 0.10                 | P2O5       | 0.1                          |

Сви остали састојци осим воде се јављају само у веома малим количинама, укупно мање од 1%.
Континентална кора је обогаћена некомпатибилним елементима у поређењу са кором базалтног океана и много обогаћена у поређењу са плаштом који лежи испод. Најнекомпатибилнији елементи су обогаћени фактором од 50 до 100 у континенталној кори у односу на примитивну стену плашта, док је океанска кора обогаћена некомпатибилним елементима за фактор од око 10.
Процене просечне густине за горњу кору крећу се између 2,69 и 2,74 g/cm³, а за доњу кору између 3,0 и 3,25 g/cm³.
За разлику од континенталне коре, океанска кора је састављена претежно од јастучасте лаве и плочастих насипа са саставом базалта средњеокеанског гребена, са танким горњим слојем седимената и доњим слојем габра.

### Континентална кора
Старе консолидоване масе или кратони (штитови и платформе) чине делове континенталне коре. Она се састоји претежно од гранита, а назива се и СИАЛ по главним елементима силицијуму (Si) и алуминијуму (Al). Просечне је дебљине 35km, а највише до 70km. Израженог је хетерогеног састава, а садржи и огромну количину тзв. некомпатибилних елемената (Cs, Rb, K, Ba, U, Th, Ta, Nb и P). Некомпатибилни елементи су елементи који имају јонске полумере и/или јонске набоје такве да не дозвољавају њиховим јонима да се лако измењују и укључују у главне кристализоване фазе омотача. Због тога су, при диференцијацијским процесима, за време топљења заостали у магми.
Континентална кора се обично дели на гранитни - горњи слој и габроидни - доњи слој, који су међусобно раздвојени Конрадовим дисконтинуитетом. Та подела је погрешна јер габро не може постојати при условима високих температура и притисака који владају у доњем делу коре, него би морао прећи у еклогит, ипак густина еклогита је превисока за вредност добијену сеизмичким мерењима. Ако би постојало довољно воде, габроидне стене би биле амфиболити, који имају одговарајућа сеизмичка својства. Алтернатива је да је доња континентална кора састављена од гнајсева и гранулита различитог састава.

### Океанска кора
Океанска кора изграђује чврсту подлогу океана. Сеизмичким мерењима показало се да не варира ни хоризонтално ни вертикално у саставу, него да је већим делом чини базалт с малим количинама серпентинита. Назива се још и СИМА по главним елементима силицијуму (Si) и магнезијуму (Mg). Дебљине је свега 10 до 12km.
Гранична зона између коре и омотача је Мохоровичићев дисконтинуитет.
Просечна дебљина Земљине коре износи 35 km на континентима и око 7 km испод океанског дна. Приближни састав јој је:
| Хемијски састав Земљине коре‍ | Хемијски састав Земљине коре‍ | Хемијски састав Земљине коре‍ | Хемијски састав Земљине коре‍ | Хемијски састав Земљине коре‍ |
| ---------------------------- | ---------------------------- | ---------------------------- | ---------------------------- | ---------------------------- |
|                              |                              |                              |                              |                              |
| кисеоник                     | кисеоник                     |                              | 0                            | 47%                          |
| силицијум                    | силицијум                    |                              | 0                            | 28%                          |
| алуминијум                   | алуминијум                   |                              | 0                            | 8%                           |
| гвожђе                       | гвожђе                       |                              | 0                            | 4,5%                         |
| калцијум                     | калцијум                     |                              | 0                            | 3,5%                         |
| натријум                     | натријум                     |                              | 0                            | 2,5%                         |
| калијум                      | калијум                      |                              | 0                            | 2,5%                         |
| магнезијум                   | магнезијум                   |                              | 0                            | 2,2%                         |

## Формирање и еволуција
Земља је настала пре отприлике 4,6 милијарди година од диска прашине и гаса који је кружио око новоформираног Сунца. Настала је акрецијом, при чему су се планетезимали и друга мања стеновита тела сударала и приањала једно уз друго, постепено прерастајући у планету. Овај процес је произвео огромну количину топлоте, што је довело до потпуног топљења ране Земље. Како се планетарна акреција успоравала, Земља је почела да се хлади, формирајући своју прву кору, названу примарна или примордијална кора. Ова кора је вероватно више пута уништавана у великим сударима, а затим је поново настајала из океана магме које су судари остављали иза себе. Ниједан део Земљине примарне коре није преживео до данас; све је уништено ерозијом, ударима и тектоником плоча током последњих неколико милијарди година.
Од тада, Земља је формирала секундарну и терцијарну кору, које одговарају океанској и континенталној кори. Секундарна кора се формира у центрима ширења усред океана, где делимично отапање доњег омотача даје базалтну магму и формира се нова океанска кора. Ово „гурање гребена“ је једна од покретачких сила тектонике плоча и непрестано ствара нову океанску кору. То значи да се стара кора негде мора уништити, па насупрот центру ширења, обично постоји зона субдукције: ров у коме океанска плоча тоне назад у плашт. Овај стални процес стварања нове океанске коре и уништавања старе значи да је најстарија океанска кора на Земљи данас стара само око 200 милиона година.
Насупрот томе, највећи део континенталне коре је много старији. Најстарије стене континенталне коре на Земљи имају старост у распону од око 3,7 до 4,28 милијарди година и пронађене су у Наријер Гнајс Терану у Западној Аустралији, у Акаста Гнајсу на Северозападним територијама на Канадском штиту, и на другим кратонским регионима као што су они на Феноскандијском штиту. Део циркон старости од 4,3 милијарде година пронађен је у Наријер Гнајс Терану. Континентална кора је терцијарна кора, формирана у зонама субдукције рециклажом потопљене секундарне (океанске) коре. Просечна старост садашње Земљине континенталне коре процењена је на око 2,0 милијарде година.